# Pays-Bas au Concours Eurovision de la chanson 2011
Les Pays-Bas ont participé au Concours Eurovision de la chanson 2011. Ils ont choisi en interne le groupe 3JS pour représenter le pays.

## Nationaal Songfestival2011
Le 14 juillet 2010, le DJ Giel Beelen répand la rumeur que les 3JS représenteront les Pays-Bas au Concours Eurovision de la chanson 2011. Cependant, ni TROS ni les membres du groupe de 3JS ne confirment la nouvelle.
Le matin du 15 juillet, dans la matinale de la radio Gouden Uren, Daniël Dekker confirme que les 3JS seraient bien les représentants néerlandais pour le Concours Eurovision de la chanson 2011. Le groupe a produit cinq chansons avant la fin de l'année 2010 pour l'occasion, et une finale nationale a été diffusée le 30 janvier 2011, où le public (50 %) et un jury professionnel (50 %) ont sélectionné la chanson qui représentera le pays,. L'émission sera présentée par Yolanthe Sneijder-Cabau.
Le jury était composé de :
- René Froger, membre de De Toppers les représentants néerlandais de 2009
- Eric Van Tijn
- Daniël Dekker
- Annemieke Scholldaardt
- Hind Laroussi, la représentante de 2008

| Artiste | Chanson                 | Traduction                   | Votes du jury | Télévote |
| ------- | ----------------------- | ---------------------------- | ------------- | -------- |
| 3JS     | "De stroom"             | Le flux                      | 2e            | 2e       |
| 3JS     | "Je vecht nooit alleen" | Tu ne combattras jamais seul | 1er           | 1er      |
| 3JS     | "Ga dan niet"           | N'y vas pas alors            | 3e            | 5e       |
| 3JS     | "Weelderig waardeloos"  | Luxueusement sans valeur     | 5e            | 3e       |
| 3JS     | "Toen ik jou vergat"    | Quand je t'oublies           | 4e            | 4e       |

## À l'Eurovision
Les Pays-Bas participeront à la deuxième demi-finale du Concours, le 12 mai 2011.